# Tryphaena av Egypten
Tryphaena av Egypten, född 141 f.Kr, död 111 f.Kr., var prinsessa av det ptolemaiska riket och drottning av det seleukidiska riket.  Hon var gift med kung Antiochos VIII Grypos av Syrien från 124 f.Kr. till 111 f.Kr.  

## Biografi
Tryphaena var äldsta dotter till Ptolemaios VIII och Kleopatra III av Egypten. Hon anges ofta heta Kleopatra Thryphaena, men det namnet är inte bekräftat. År 124 f.Kr. ändrade hennes far politik i frågan om det syriska tronföljdskriget, drog tillbaka sitt stöd från Alexander II Zabinas och gav sitt stöd till en annan tronpretendent, Antiochos VIII Grypos. Han arrangerade därför äktenskapet mellan Tryphaena och Grypos, samtidigt som han sände Grypos militärt stöd. Hon fick fem söner och en dotter under äktenskapet. 
Ett antal år senare besteg hennes bror och syster Kleopatra IV tillsammans Egyptens tron efter hennes fars död. Men Kleopatra IV avsattes av deras mor, och gifte sig då med hennes makes rival och halvbror, Antiochos IX Kyzikenos, i utbyte mot en armé som han kunde använda i sin strid mot Tryphaenas make. 
År 112 f.Kr. besegrade hennes make Grypos sin rival och styvbror Kyzikenos i ett slag, och tågade in i dennes residensstad Antiokia. Kyzikenos maka och Tryphaenas syster Kleopatra IV var då kvar i staden, där hon sökte asyl i Apollos tempel Daphne. Tryphaena anklagade Kleopatra för att gift sig utanför Egypten utan deras mors tillstånd och för att ha blandat sig i Syriens inre angelägenheter genom att erbjuda sin armé till en av de krigsförande parterna, och begärde att hon skulle dö. 
Grypos bad henne att avstå från en avrättning med argumentet att hans förfäder aldrig hade tillåtit sådant våld mot kvinnor, att Kleopatra hade sökt asyl i ett tempel, och att han var skyldiga gudarna respekt för sin seger. Tryphaena vägrade dock att avstå från att döda Kleopatra och gav sin order till en trupp soldater, som på hennes befallning bröt tempelasylen och mördade Kleopatra. Hon ska ha förbannat sina mördare och åkallat gudarna vars helgedom vanhelgats. 
Året därpå besegrades Tryphaenas make Grypos av Kysikenos i ett slag, och Tryphena själv tillfångatogs. Kyzikenos lät då avrätta henne som ett offer åt sin mördade maka, hennes syster. 

## Barn
1. Seleukos VI Epiphanes
2. Antiochos XI Epiphanes
3. Philipp I Philadelphos
4. Demetrios III Eucaerus
5. Antiochos XII Dionysus
6. Laodike, gift med Mithridates I Callinicus av Commagene